# Alan Wareing
Pour les articles homonymes, voir Wareing.
Alan Wareing est un réalisateur anglais né le 16 août 1943 à Harrogate. Il est connu pour son travail de réalisateur à télévision britannique dans les années 1980 à nos jours.

## Carrière
Alan Wareing commence par la direction de troupes de théâtre. Après avoir mis en scène plusieurs pièces, il se tourne vers la télévision. Il devient assistant de plateau puis assistant de production à la BBC avant de devenir réalisateur à la suite d'une promotion interne.
Il sera assistant de production sur des séries comme The Onedin Line (1971), Juliet Bravo (1980), EastEnders (1985), et Casualty (1986). Devenu réalisateur freelance, il réalise trois épisodes de Doctor Who en 1988 et 1989 : « The Greatest Show in the Galaxy », « Ghost Light » et « Survival. » ainsi que de nombreux épisodes des soap opéras comme Casualty, Coronation Street ainsi que plus de 230 épisodes de Emmerdale

## Filmographie sélective

### En tant que réalisateur
- 1986 : EastEnders (2 épisodes)
- 1988 : Doctor Who : « The Greatest Show in the Galaxy »
- 1988 : Rockliffe's Folly (1 épisode)
- 1989 : Doctor Who : « Ghost Light »
- 1989 : Doctor Who : « Survival »
- 1989 à 1990 : The Bill (2 épisodes)
- 1989 à 2001 : Casualty (24 épisodes)
- 1993 à 2015 : Emmerdale (235 épisodes)
- 1995 : Notaufnahme (1 épisode)
- 1996 : La brigade du courage (3 épisodes)
- 1997 à 1998 : Wycliffe (3 épisodes)
- 2006 : The Royal (2 épisodes)
- 2001 à 2010 : Coronation Street (100 épisodes)
- 2013 : Holby City (2 épisodes)